# HD Austria
HD Austria, voorheen bekend als Austriasat is een aanbieder van digitale satelliettelevisie in Oostenrijk. Het bedrijf behoort bij M7 Group (Canal+ Luxembourg S.a.r.l.), een overkoepelde organisatie van Vivendi/Canal+, waar ook het Nederlandse CanalDigitaal, het Vlaamse TV Vlaanderen en het Waalse TéléSAT onderdeel van zijn.

## Algemeen
Austriasat ging op 26 oktober 2010 van start. Op dit moment bestaat het zenderaanbod van Austriasat uit 15 televisiekanalen. Daarnaast kan de abonnee de SD- en HD-kanalen van de Oostenrijkse omroep ORF bekijken.